# Polycopinae
Polycopinae is een onderfamilie van kreeftachtigen uit de klasse van de Ostracoda (mosselkreeftjes).

## Geslachten
- Archypolycope Chavtur, 1981
- Eupolycope Chavtur, 1981
- Hyphalocope Karanovic & Brandão, 2012
- Orthopolycope Chavtur, 1981
- Parapolycope Klie, 1936
- Parapolycopissa Chavtur, 1981
- Polycope Sars, 1866
- Polycopetta Chavtur, 1981
- Polycopiella Chavtur, 1981
- Polycopissa Chavtur, 1981
- Pontopolycope Chavtur, 1981
- Pseudopolycope Chavtur, 1981